# Cockiness (Love It)
«Cockiness (Love It)» es una canción interpretada por la cantante barbadense Rihanna. La pista fue escrita por Chase & Status y producida por éstos también. El tema fue lanzado como quinto sencillo del sexto álbum de la cantante, Talk That Talk.
La canción ha sido positivamente elogiada por los críticos especializados.

## Información
La canción fue grabada durante el Loud Tour durante el año 2011. Fue producida y escrita por Rihanna y Chase & Status. La canción trata sobre los deseos carnales de Rihanna. El sencillo fue elegido mediante una votación por medio de Instagram donde Rihanna colocó 2 fotos, una con la portada de la canción Roc Me Out y otra foto con la portada de Cockiness, los fanes votarían dándole Like a la foto que representara el sencillo que más les gustara. Roc Me Out ganó, por una corta diferencia de Cockiness, aun así Cockiness (Love It) fue lanzado como sencillo oficial de Talk That Talk confirmado por la misma Rihanna presentando esta canción en la gala de MTV VMA, El sencillo no cuenta con video oficial.

## Recepción
Los críticos la elogiaron por su buena producción, pero muchos de ellos la criticaron por su indirectamente contenido sexual. Fue certificado Oro por La RIAA en Estados Unidos por vender más de 500.000 mil descargas.

## Dato Curioso
Cockiness (Love It) tiene un sample de la canción Summertime de Greg Kinnear, la cual fue utilizada en la película Stuck On You en la escena del musical de Bonnie And Clyde.
- Datos: Q2369077